# Chevannes (Essonne)
Chevannes és un municipi francès, situat al departament de l'Essonne i a la regió de Illa de França. L'any 2007 tenia 1.655 habitants.
Forma part del cantó de Mennecy, del districte d'Évry i de la Comunitat de comunes de la Val d'Essonne.

## Demografia

### Població
El 2007 la població de fet de Chevannes era de 1.655 persones. Hi havia 576 famílies, de les quals 104 eren unipersonals (52 homes vivint sols i 52 dones vivint soles), 116 parelles sense fills, 280 parelles amb fills i 76 famílies monoparentals amb fills.
La població ha evolucionat segons el següent gràfic:
Habitants censats

### Habitatges
El 2007 hi havia 606 habitatges, 585 eren l'habitatge principal de la família, 3 eren segones residències i 18 estaven desocupats. 452 eren cases i 153 eren apartaments. Dels 585 habitatges principals, 400 estaven ocupats pels seus propietaris, 174 estaven llogats i ocupats pels llogaters i 11 estaven cedits a títol gratuït; 24 tenien una cambra, 56 en tenien dues, 58 en tenien tres, 114 en tenien quatre i 333 en tenien cinc o més. 459 habitatges disposaven pel capbaix d'una plaça de pàrquing. A 227 habitatges hi havia un automòbil i a 331 n'hi havia dos o més.

### Piràmide de població
La piràmide de població per edats i sexe el 2009 era:
| Homes | Edats   | Dones |
| ----- | ------- | ----- |
| 0     | 95 o +  | 0     |
| 0     | 90 a 94 | 0     |
| 0     | 85 a 89 | 4     |
| 8     | 80 a 84 | 16    |
| 4     | 75 a 79 | 8     |
| 12    | 70 a 74 | 8     |
| 16    | 65 a 69 | 12    |
| 8     | 60 a 64 | 4     |
| 24    | 55 a 59 | 40    |
| 48    | 50 a 54 | 44    |
| 84    | 45 a 49 | 72    |
| 60    | 40 a 44 | 44    |
| 56    | 35 a 39 | 108   |
| 48    | 30 a 34 | 44    |
| 40    | 25 a 29 | 40    |
| 48    | 20 a 24 | 16    |
| 80    | 15 a 19 | 56    |
| 60    | 10 a 14 | 72    |
| 60    | 5 a 9   | 32    |
| 60    | 0 a 4   | 36    |

## Economia
El 2007 la població en edat de treballar era de 1.179 persones, 937 eren actives i 242 eren inactives. De les 937 persones actives 891 estaven ocupades (453 homes i 438 dones) i 46 estaven aturades (23 homes i 23 dones). De les 242 persones inactives 61 estaven jubilades, 138 estaven estudiant i 43 estaven classificades com a «altres inactius».

### Ingressos
El 2009 a Chevannes hi havia 594 unitats fiscals que integraven 1.696 persones, la mediana anual d'ingressos fiscals per persona era de 23.951,5 €.

### Activitats econòmiques
Dels 49 establiments que hi havia el 2007, 1 era d'una empresa de fabricació de material elèctric, 4 d'empreses de fabricació d'altres productes industrials, 7 d'empreses de construcció, 6 d'empreses de comerç i reparació d'automòbils, 4 d'empreses de transport, 6 d'empreses d'hostatgeria i restauració, 1 d'una empresa d'informació i comunicació, 1 d'una empresa immobiliària, 10 d'empreses de serveis, 8 d'entitats de l'administració pública i 1 d'una empresa classificada com a «altres activitats de serveis».
Dels 8 establiments de servei als particulars que hi havia el 2009, 1 era una fusteria, 2 lampisteries, 1 electricista, 1 veterinari, 2 restaurants i 1 agència immobiliària.
L'únic establiment comercial que hi havia el 2009 era una botiga d'equipament de la llar.
L'any 2000 a Chevannes hi havia 7 explotacions agrícoles.

## Equipaments sanitaris i escolars
El 2009 hi havia 1 escola maternal i 1 escola elemental.

## Poblacions més properes
El següent diagrama mostra les poblacions més properes.